# Sköldmö
Sköldmö (fornnordiska: skjaldmær, ˈskjɑldˌmæːr) kallas i nordisk mytologi en kvinna som deltog i strid. Till de mest berömda sköldmörna hör Hervor (Hervör) i Hervors saga och Brynhild (Brynhildr) i Völsungasagan. Den senare beskrivs även som en valkyria, och valkyriorna bör nog ses som Odens sköldmör. Stridande kvinnor omtalas även av Saxo Grammaticus – trehundra sådana sägs ha kämpat på den danska sidan i Bråvallaslaget. Antika författare nämner också stridande kvinnor bland  cimbrer, markomanner och goter[källa behövs]; ändå är det, liksom med amasonerna, osäkert i hur hög grad legenderna speglar en verklig historisk bakgrund.
Utöver myter återfinns enbart begränsade arkeologiska fynd av stridande kvinnor, däribland en osäker grav, Bj 581 på Birka, som uppvisar en kvinna begravd som en krigare, men vars benrester saknar tydliga spår efter strid och stridsövning. Vidare har det även framkommit att det är stökigt i Birkas arkiv där benen ligger bevarade samt att det saknas ben från skelettet såsom kraniet varför risken finns att fel ben analyserats i modern tid. Möjligheten att graven hört två personer där den ena varit manlig krigare kan även inte uteslutas.

## Historisk tolkning
Förekomsten av sköldmör är idag omtvistat. Det finns kvinnogravar med vapen i det arkeologiska fyndmaterialet men åsikterna går isär om hur dessa ska tolkas. Lars Magnar Enoksen anser i Vikingarnas stridskonst att kvinnliga krigare var en realitet. Historikern Johannes Skylitzes nämner att det fanns beväpnade kvinnor bland dom stupade efter den varjagerhär som slogs vid belägringen av Dorostolon år 971. Den irländska medeltidskrönikan "Cogad Gáedel re Gallaib" beskriver vikingainvasioner av England och hur en av de invaderande flottorna leddes av den "Röda Flickan" som gjorde sig känd för sin grymhet. På senare år har analyser av skelett i gravar efter nordiska migranter i England antytt till en mycket jämnare distribution av män och kvinnor än man tidigare trott. Bland dessa gravar har man kunnat visa kvinnor som begravts med vapen.
Carol J. Clover, bl.a. hedersdoktor vid Lunds universitet, har anmärkt att kvinnor som uppvisade manliga ideal som självständighet och stolthet uppskattades, medan män som inte uppvisade detta föraktades. Detta förhållande skulle kunna ligga till grund för seden att kvinnor skulle ha begravts med vapen som en symbolisk handling för att visa att de var starka och mäktiga kvinnor. Det har upptäckts att kvinnor med hög social status begravts med vapen, som sedan i somliga fall tagits ut ur graven utan att andra gravgåvor rörts vilket tyder på en ritual. I sådana gravar måste svärd och vapen haft ett starkt symbolvärde och tyder inte på att kvinnorna varit krigare i livet. Å andra sidan finns det många exempel på kvinnogravar med vapen som inte tillhört aristokratin vilket gör att den förklaringen inte är allmängiltig. I det senare fallet kan det kanske ha varit frågan om  de kvinnor som var sköldmör.
Den danske författaren Saxo Grammaticus som verkade på 1200-talet är tillsammans med Johannes Skylitzes en av de främsta källorna beträffande sköldmör. I Saxo Grammaticus verk Gesta Danorum (Danernas bedrifter) beskriver han hur sköldmör uppträder i krigiska sammanhang. I den berättar han om den unga, blyga Alvhild som förvandlats till en vild viking: "För att nu ingen skall förundras över att kvinnor strävar efter kamp och strid skall jag i korthet komma med ett litet inskott om sådana kvinnors liv och villkor. Förr i världen fanns bland danerna flickor som klädde sina vackra lemmar i manskläder och nästan dagligen övade sig att slåss."
Saxo menade att detta kunde ske genom att dessa kvinnor med sin viljestyrka kunde skaka av sig kvinnliga svaghet och ombytlighet och tvinga sig att uppträda som män. "Man kunde knappt tro att de var kvinnor", menade Saxo. "De föredrog strapatsrikt leverne framför lättinglivets lockelser, de valde krig i stället för kärlek,  åtrådde ej smekningar utan strid, törstade efter blod i stället för kyssar och valde vapendust i stället för älskogslust." Saxo pekar i dessa skildringar på ett kristet ideal, virago, vilket betecknar en kvinna som undertrycker egna könsegenskaper för att bli man (lat. vir ). En virago var högt uppskattad, eftersom hon lyckats uppnå manliga karaktärsdrag. Uttrycket förekom under medeltiden i religiösa sammanhang. En sådan kvinna var som Eva före syndafallet, kysk och stark. (I vår egen tid har betydelsen av virago glidit över till det negativa "argbigga, satkäring".)

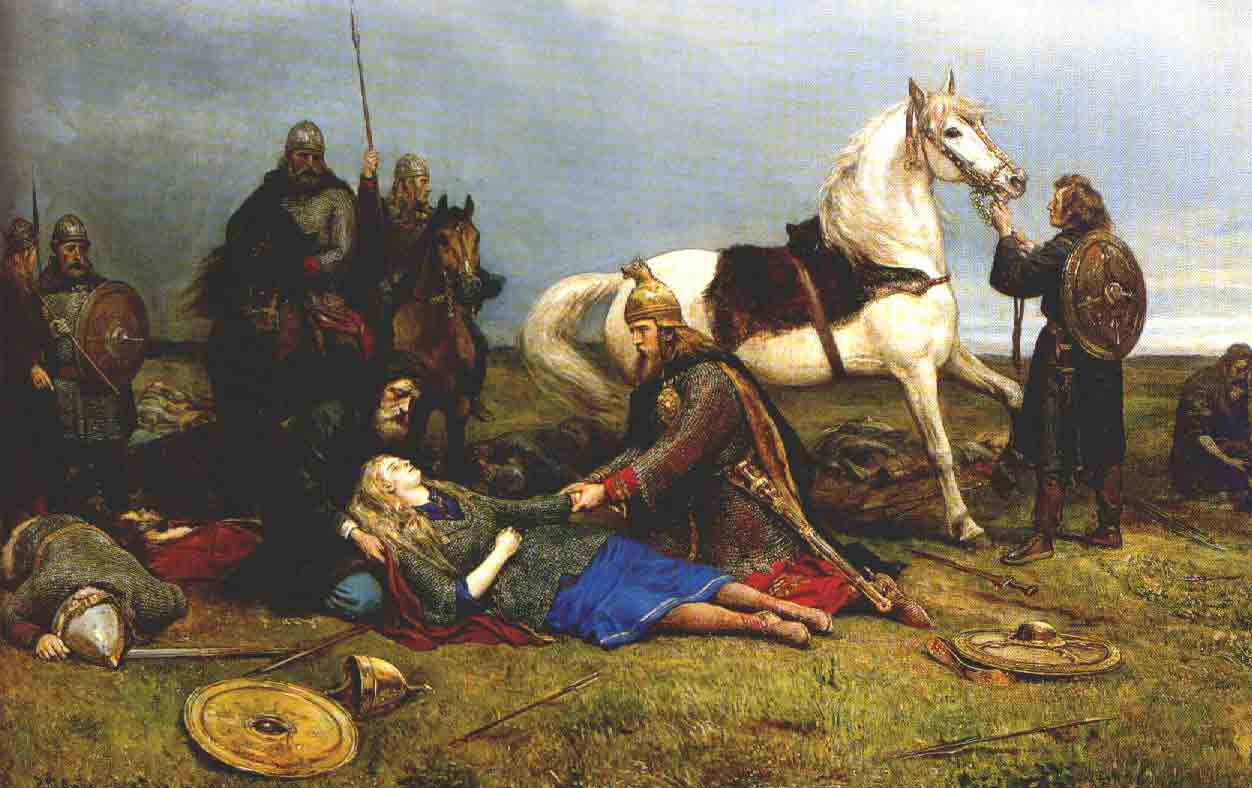
Hervors död av Peter Nicolai Arbo.

Sköldmör förekommer även i andra källor. I det sägenomspunna slaget vid Bråvalla förde namngivna sköldmör befäl och i Hervors saga uppträder både Hervor den äldre och den yngre som sköldmör. 
Johannes Skylitzes verkade på 1000-talet och är på det sättet mer trovärdig än Saxo Grammaticus, eftersom Skylitzes var samtida med vikingarna medan Saxo Grammaticus gav ut sin Gesta Danorum omkring år 1200.